# Тур де л'Авенір
Тур де л'Авенір (фр. Tour de l'Avenir — букв. «Тур майбутнього») — французька етапна шосейна велогонка. Заснована в 1961 році, як альтернатива Тур де Франс для аматорів і напівпрофесіоналів. Переможцями перегонів були такі імениті велогонщики як Феліче Джімонді, Йооп Зоетемелк, Грег ЛеМонд, Мігель Індурайн, Лоран Фіньон, Еган Бернал і Тадей Погачар.

## Історія
Гонка була створена в 1961 році Жаком Маршаном, редактором спортивної газети L'Équipe, щоб залучити команди з Радянського Союзу та інших комуністичних країн, у яких не було професійних гонщиків для участі в Тур де Франс. До 1967 року тур проходив того ж дня, що й деякі з етапів Тур де Франс, і поділяв останню частину маршруту кожного етапу, але перенесений на вересень і іншний маршрут у 1968 році. З 1961 по 1980 рік він був обмежений для аматорів, а в 1981 році відкрився для професіоналів. Після 1992 року він був відкритий для всіх гонщиків, віком до 25 років. З 2007 року призначений для гонщиків віком до 23 років.

## Переможці
| Рік   | Переможець                          | К-сть етапів   | Відстань, км   | Швидкість      | Гірська класифікація        | Класифікація за балами         |
| ----- | ----------------------------------- | -------------- | -------------- | -------------- | --------------------------- | ------------------------------ |
| 1961  | Італія Гвідо Де Россо               | 14             | 2.209 км       |                | Італія Джорджіо Занканаро   | не проводилась                 |
| 1962  | Іспанія Антоніо Гомес дель Морал    | 14             | 2.120 км       |                | Ліхтенштейн Адольф Гееб     | не проводилась                 |
| 1963  | Франція Андре Ціммерман             | 14             | 2.060 км       |                | Іспанія Гінес Гарсія        | не проводилась                 |
| 1964  | Італія Феліче Джімонді              | 13             | 2.021 км       |                | Іспанія Хуан Хосе Сагардуй  | Іспанія Хуан Хосе Сагардуй     |
| 1965  | Іспанія Маріано Діас                | 12             | 2.167 км       |                | Іспанія Маріано Діас        | Нідерланди Гаррі Стівенс       |
| 1966  | Італія Міно Денті                   | 12             | 1.955 км       |                | Італія Джорджіо Фаваро      | Нідерланди Гаррі Стівенс       |
| 1967  | Франція Крістіан Робіні             | 10             | 1.560 км       |                | Італія Артуро Пекчіелан     | Франція Сиріл Гімар            |
| 1968  | Франція Жан-П'єр Булар              | 12             | 1.567 км       |                | Бельгія Люсьєн ван Імпе     | Бельгія Роже де Вламінк        |
| 1969  | Нідерланди Йоп Зутемелк             | 10             | 1.846 км       |                | Франція Марсель Дюшемен     | Франція Жерар Беснар           |
| *1970 | Франція Марсель Дюшемен             | 4              | 779 км         |                | не проводилась              | не проводилась                 |
| 1971  | Франція Регіс Овіон                 | 11             | 1.638 км       |                | Нідерланди Матіас Пустєнс   | Швейцарія Бруно Губшмід        |
| 1972  | Нідерланди Федір ден Гертог         | 13             | 1.618 км       |                | Швейцарія Уелі Зуттер       | Нідерланди Кес Прієм           |
| 1973  | Італія Джанбаттіста Барончеллі      | 11             | 1.480 км       |                | Іспанія Хуліан Андіано      | Іспанія Енріке Мартінес Ередіа |
| 1974  | Іспанія Енріке Мартінес Ередіа      | 11             | 1.296 км       |                | Австрія Вольфганг Штайнмайр | Іспанія Енріке Мартінес Ередіа |
| 1975  | не проводився                       | не проводився  | не проводився  | не проводився  | не проводився               | не проводився                  |
| 1976  | Швеція Свен-Оке Нільссон            | 9              | 1.017 км       |                | Іспанія Фернандо Кабреро    | Чехословаччина Іржі Бартолсіч  |
| 1977  | Бельгія Едді Шеперс                 | 12             | 1.597 км       |                | Франція Бернар Бекаас       | Бельгія Гвідо Ван Кальстер     |
| 1978  | СРСР Сергій Сухорученков            | 12             | 1.577 км       |                | СРСР Сергій Морозов         | СРСР Олександр Аверін          |
| 1979  | СРСР Сергій Сухорученков            | 12             | 1.643 км       |                | СРСР Сергій Морозов         | СРСР Олександр Аверін          |
| 1980  | Колумбія Альфонсо Флорес            | 12             | 1.629 км       |                | СРСР Рамазан Галялетдінов   | СРСР Юрій Барінов              |
| 1981  | Франція Паскаль Сімон               | 14             | 1.514 км       |                | Колумбія Патроциніо Хіменес | Франція Патрік Бонне           |
| 1982  | США Грег Лемонд                     | 11             | 1.382 км       |                | Колумбія Рафаель Асеведо    | НДР Олаф Людвіг                |
| 1983  | НДР Олаф Людвіг                     | 15             | 1.959 км       |                | Португалія Антоніо Алвеш    | НДР Олаф Людвіг                |
| 1984  | Франція Шарлі Мотте                 | 12             | 1.620 км       |                | Колумбія Рейнел Монтоя      | Бельгія Бенні Ван Брабант      |
| 1985  | Колумбія Мартін Рамірес             | 13             | 1.612 км       |                | Колумбія Самуель Кабрера    | СРСР Олександр Зінов'єв        |
| 1986  | Іспанія Мігель Індурайн             |                |                |                | Франція Патріс Есно         | Іспанія Мігель Індурайн        |
| 1987  | Франція Марк Мадіо                  |                |                |                | Колумбія Генрі Карденас     | СРСР Дмитро Конишев            |
| 1988  | Франція Лоран Фіньон                |                |                |                | Португалія Дельміно Перейра | Франція Лоран Жалабер          |
| 1989  | Франція Паскаль Ліно                |                |                |                | Франція Дідьє Вірвале       | Бельгія Пітер де Клерк         |
| 1990  | Бельгія Йоган Брюнель               |                |                |                | Франція Марсіал Гаянт       | Франція Лоран Жалабер          |
| 1991  | не проводився                       | не проводився  | не проводився  | не проводився  | не проводився               | не проводився                  |
| 1992  | Франція Ерве Гарель                 | 12             | 1.528 км       |                | США Ленс Армстронг          | Німеччина Марсель Вюст         |
| 1993  | Франція Тома Даві                   | 12             | 1.543 км       |                | Данія Бо Гамбургер          | Естонія Яан Кірсіпуу           |
| 1994  | Іспанія Анхель Касеро               | 11             | 1.591 км       |                | Данія Мікаель Блаудсун      | Нідерланди Трістан Гоффман     |
| 1995  | Франція Еммануель Маньєн            | 11             | 1.614 км       |                | Франція Патріс Халганд      | Франція Дам'єн Назон           |
| 1996  | Іспанія Давид Етчебаррія            | 11             | 1.858 км       |                | Росія Сергій Іванов         | Росія Сергій Іванов            |
| 1997  | Франція Лоран Ру                    | 9              | 1.344 км       |                | Франція Патріс Халганд      | Велика Британія Джеремі Гант   |
| 1998  | Франція Крістоф Рінеро              | Пролог + 9     | 1.471 км       | 37,917 км/h    | Іспанія Хосеба Белокі       | Бельгія Петер Вейтс            |
| 1999  | Іспанія Унай Оса                    | 10             | 1.566,5 км     | 41,338 км/h    | Бельгія Стів Вермо          | Австрія Герхард Трампуш        |
| 2000  | Іспанія Ікер Флорес                 | 10             | 1.566,1 км     | 40,904 км/h    | Франція Сильвен Шаванель    | Італія Лука Паоліні            |
| 2001  | Росія Денис Меньшов                 | 10             | 1.602,5 км     | 41,357 км/h    | Франція Мартін Людовік      | Австралія Баден Кук            |
| 2002  | Росія Євген Петров                  | Пролог + 9     | 1.479 км       | 41,434 км/h    | Франція Крістоф Лоран       | Білорусь Олександр Усов        |
| 2003  | Іспанія Егой Мартінес               | 10             | 1.516,9 км     | 42,737 км/h    | Франція Крістоф Ле Мевель   | Бельгія Філіп Жильбер          |
| 2004  | Франція Сильвен Кальцаті            | 10             | 1.514,7 км     | 40,611 км/h    | Франція Яннік Талабардон    | Франція Себастьєн Шаванель     |
| 2005  | Данія Ларс Бак                      | 10             | 1.443,8 км     | 41,367 км/h    | США Сол Рейзін              | Казахстан Асан Базаєв          |
| 2006  | Іспанія Мойзес Дуєньяс              | 10             | 1.393 км       | 39,405 км/h    | Іспанія Серхіо Парділья     | Португалія Бруно Невес         |
| 2007  | Нідерланди Бауке Моллема            | 10             | 1.435 км       | 40,8 км/h      | Італія Даріо Катальдо       | Італія Даріо Катальдо          |
| 2008  | Бельгія Ян Беклантс                 | 10             | 1.386 км       | 38,9 км/h      | Франція Арнольд Жаннессон   | Польща Мацей Патерський        |
| 2009  | Франція Ромен Сікар                 | 9              | 1.292,5 км     | 42,3 км/h      | Німеччина Ніко Кайнат       | Німеччина Андреас Штауфф       |
| 2010  | Колумбія Найро Кінтана              | Пролог + 7     | 1.013 км       | 37,756 км/h    | Колумбія Харлінсон Пантано  | Німеччина Джон Дегенкольб      |
| 2011  | Колумбія Естебан Чавес              | Пролог + 7     | 1.101,6 км     | 38,992 км/h    | Іспанія Гарікойц Браво      | Франція Ромен Барде            |
| 2012  | Франція Воррен Баргіль              | Пролог + 6     | 755,8 км       | 40,630 км/h    | Франція Воррен Баргіль      | Франція Воррен Баргіль         |
| 2013  | Іспанія Рубен Фернандес             | Пролог + 7     | 893,3 км       | 40,589 км/h    | Данія Крістіан Гаугорд      | Франція Жюліан Алафіліпп       |
| 2014  | Колумбія Мігель Анхель Лопес        | Пролог + 7     | 912 км         | 38,170 км/h    | Італія Давиде Мартінеллі    | Колумбія Мігель Анхель Лопес   |
| 2015  | Іспанія Марк Солер                  | Пролог + 7     | 966 км         |                | Росія Матвій Мамикін        | Німеччина Йонас Кох            |
| 2016  | Франція Давид Гудю                  | 8              | 896,7 км       |                | Австралія Лукас Гемілтон    | Італія Вінченцо Альбанезе      |
| 2017  | Колумбія Еган Берналь               | 9              | 1.201,2 км     |                | Росія Павло Сіваков         | Норвегія Крістоффер Галворсен  |
| 2018  | Словенія Тадей Погачар              | 10             | 1.149,9 км     |                | Колумбія Алехандро Осоріо   | Франція Дам'єн Тузе            |
| 2019  | Норвегія Тобіас Фосс                | 10             | 1.036,2 км     |                | Іспанія Джон Агірре         | США Маттео Йоргенсон           |
| 2020  | не проводилась                      | не проводилась | не проводилась | не проводилась | не проводилась              | не проводилась                 |
| 2021  | Норвегія Тобіас Галланд Йоганнессен | Пролог + 9     | 1.112,8 км     |                | Іспанія Карлос Родрігес     | Нідерланди Марійн ван ден Берг |